# Stazione di Calavorno
Stazione di Calavorno vasútállomás Olaszországban, Lucca megye területén.

## Vasútvonalak
Az állomást az alábbi vasútvonalak érintik:
- Aulla Lunigiana–Lucca-vasútvonal

## Kapcsolódó állomások
A vasútállomáshoz az alábbi állomások vannak a legközelebb:
- Ghivizzano-Coreglia railway halt
- Stazione di Bagni di Lucca